# Anne Gwynne
Anne Gwynne, pseudonimo di Marguerite Gwynne Trice (Waco, 10 dicembre 1918 – Los Angeles, 31 marzo 2003), è stata un'attrice statunitense.

## Biografia
Nativa di Waco, nello Stato del Texas, figlia di Jefferson Benjamin Trice e Pearl Guinn, ebbe un fratello, Jefferson Jr. Dopo che la sua famiglia si era trasferita a Saint Louis, nel Missouri, frequentò lo Stephens College, dove studiò recitazione. Nel 1939 divenne una modella per la Catalina Swimwear.
Conosciuta come la prima regina dell'horror per merito delle sue numerose partecipazioni a film di questo genere, fu una delle pin-up più famose della seconda guerra mondiale.
Nel 1945 sposò Max M. Gilford, a cui rimase legata fino alla di lui morte, avvenuta nel 1965, e con il quale ebbe due figli, Gregory e l'attrice Gwynne Gilford.
Morì il 31 marzo 2003, all'età di 84 anni, a seguito di un ictus, al Motion Picture Country Hospital in Woodland Hills, California. La sua salma fu cremata e le ceneri disperse in mare.
È la nonna materna dell'attore Chris Pine, nonché idolo di Quentin Tarantino che, esperto di tutto il suo lavoro, in C'era una volta a... Hollywood le rende omaggio in una scena in cui il personaggio interpretato dall'attore Bruce Dern sta guardando un film dell'attrice.
Gwynne politicamente era una democratica e sostenne Adlai Stevenson nelle elezioni presidenziali del 1952.

## Filmografia

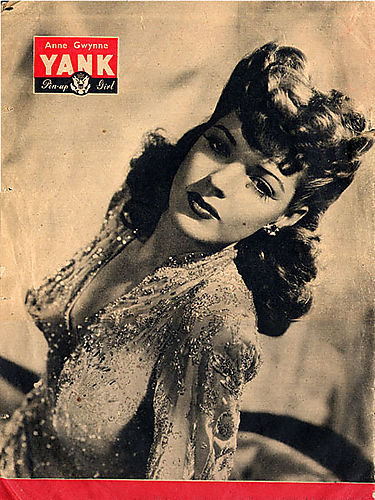
Anne Gwynne in posa da pin-up su Yank, il settimanale dell'esercito statunitense (1944)

### Cinema
- Un bimbo in pericolo (Unexpected Father), regia di Charles Lamont (1939)
- Oklahoma Frontier, regia di Ford Beebe (1939)
- Little Accident, regia di Charles Lamont (1939)
- Man from Montreal, regia di Christy Cabanne (1939)
- The Big Guy, regia di Arthur Lubin (1939)
- Charlie McCarthy, Detective, regia di Frank Tuttle (1939)
- The Green Hornet, regia di Ford Beebe e Ray Taylor (1940)
- Honeymoon Deferred, regia di Lew Landers (1940)
- Framed, regia di Harold D. Schuster (1940)
- Black Friday, regia di Arthur Lubin (1940)
- Questa è la vita (It's a Date), regia di William A. Seiter (1940)
- Flash Gordon - Il conquistatore dell'universo (Flash Gordon Conquers the Universe), regia di Ford Beebe e Ray Taylor (1940)
- Sandy Is a Lady, regia di Charles Lamont (1940)
- Bad Man from Red Butte, regia di Ray Taylor (1940)
- Parata di primavera (Spring Parade), regia di Henry Koster (1940)
- Give Us Wings, regia di Charles Lamont (1940)
- Una ragazza per bene (Nice Girl?), regia di William A. Seiter (1941)
- Washington Melodrama, regia di S. Sylvan Simon (1941)
- The Black Cat, regia di Albert S. Rogell (1941)
- Tight Shoes, regia di Albert S. Rogell (1941)
- Mob Town, regia di William Nigh (1941)
- Melody Lane, regia di Charles Lamont (1941)
- Road Agent, regia di Charles Lamont (1941)
- Don't Get Personal, regia di Charles Lamont (1942)
- Jail House Blues, regia di Albert S. Rogell (1942)
- Gianni e Pinotto tra i cowboys (Ride 'Em Cowboy), regia di Arthur Lubin (1942)
- The Strange Case of Doctor Rx, regia di William Nigh (1942)
- You're Telling Me, regia di Charles Lamont (1942)
- Ombre di Broadway (Broadway), regia di William A. Seiter (1942)
- Men of Texas, regia di Ray Enright (1942)
- Sin Town, regia di Ray Enright (1942)
- Keeping Fit, regia di Arthur Lubin (1942) - cortometraggio
- We've Never Been Licked, regia di John Rawlins (1943)
- I rinnegati della frontiera (Frontier Badmen), regia di Ford Beebe (1943)
- Il capo famiglia (Top Man), regia di Charles Lamont (1943)
- Cinque maniere di amare (Ladies Courageous), regia di John Rawlins (1944)
- Weird Woman, regia di Reginald Le Borg (1944)
- Moon Over Las Vegas, regia di Jean Yarbrough (1944)
- South of Dixie, regia di Jean Yarbrough (1944)
- Babes on Swing Street, regia di Edward C. Lilley (1944)
- Murder in the Blue Room, regia di Leslie Goodwins (1944)
- Al di là del mistero (House of Frankenstein), regia di Erle C. Kenton (1944)
- I Ring Doorbells, regia di Frank R. Strayer (1946)
- Fear, regia di Alfred Zeisler (1946)
- The Glass Alibi, regia di W. Lee Wilder (1946)
- The Ghost Goes Wild, regia di George Blair (1947)
- Dill l'uccisore (Killer Dill), regia di Lewis D. Collins (1947)
- Dick Tracy e il gas misterioso (Dick Tracy Meets Gruesome), regia di John Rawlins (1947)
- Pian della morte (Panhandle), regia di Lesley Selander (1948)
- The Enchanted Valley, regia di Robert Emmett Tansey (1948)
- I gangster del fuoco (Arson, Inc.), regia di William Berke (1949)
- The Blazing Sun, regia di John English (1950)
- Call of the Klondike, regia di Frank McDonald (1950)
- Le pistole di Zorro (King of the Bullwhip), regia di Ron Ormond (1950)
- Il pugilatore di Sing Sing (Breakdown), regia di Edmond Angelo (1952)
- Teenage Monster, regia di Jacques R. Marquette (1958)
- Adam at Six A.M., regia di Robert Scheerer (1970)

### Televisione
- Public Prosecutor – serie TV, 12 episodi (1947-1951)
- Ramar of the Jungle – serie TV, 2 episodi (1953)
- The Lineup – serie TV, un episodio (1956)
- Death Valley Days – serie TV, un episodio (1957)
- Rescue 8 – serie TV, episodio 1x13 (1958)
- Northwest Passage – serie TV, un episodio (1959)